# اتو نیلسون
اتو نیلسون (انگلیسی: Otto Nilsson; ۲۶ فوریهٔ ۱۸۷۹ – ۱۰ نوامبر ۱۹۶۰) ورزشکار دو و میدانی اهل سوئد بود.